# Joe Pantoliano
Joseph Peter Pantoliano (Hoboken, 12 de setembro de 1951), mais conhecido como Joe Pantoliano, é um ator estadunidense conhecido principalmente pela sua atuação como Cypher em Matrix e o mafioso Ralph Cifarreto em Os Sopranos, papel que lhe rendeu um Emmy.

## Filmografia
- 2024 - Bad Boys: Ride or Die
- 2021 - Hide and Seek
- 2020 - Bad Boys for Life
- 2010 - Deadly Impactl
- 2010 - Percy Jackson & os Olimpianos: O Ladrão de Raios - Gabe Ugliano
- 2006 - O Prazer da Sua Companhia  - Smitty
- 2006 - Canvas
- 2005 - Deu Zebra
- 2005 - Os Amadores
- 2003 - Bad Boys II
- 2003 - Demolidor - O Homem sem Medo
- 2002 - The Adventures of Pluto Nash
- 2001 - Como Cães e Gatos
- 2000 - Amnésia
- 2000 - Prontos para Detonar
- 1999 - Forças do Destino
- 1999 - Matrix
- 1999 - Preto e Branco
- 1998 - U.S. Marshals (filme)
- 1996 - Ligadas pelo Desejo
- 1995 - Congo
- 1995 - Os Bad Boys
- 1994 - Ninguém Segura Esse Bebê
- 1993 - O Fugitivo
- 1992 - Romance de Outono
- 1990 - Backstreet Dreams (film)
- 1988 - Fuga à Meia-Noite - Eddie Moscone
- 1987 - La Bamba
- 1987 - O Império do Sol
- 1987 - Os Trapaceiros da Loto
- 1985 - Os Goonies
- 1985 - Temporada Sangrenta
- 1983 - Risky Business
- 1983 - Eddie, O Ídolo Pop
- 1974 - Nossa, Que Loucura! - (não creditado)

## Televisão
- Família Soprano (1999) (Série de TV)
- NYPD Blue (1993) (Série de TV)

## Vídeo Game
- Call of Duty: Black Ops 2 (2013)
- Grand Theft Auto III (2001)